# Fagiolo tianese
Il Fagiolo di Tiana o Fagiolo tianese è un prodotto ortofrutticolo italiano inserito nell’elenco dei prodotti agro-alimentari tradizionali (D.Lgs. 173/98 – D.M. 350/99) della regione Sardegna.  La zona di produzione comprende tutto l’agro del comune di Tiana e quelle particelle confinanti al perimetro dell’agro, catastalmente ricadenti in comuni limitrofi.

## Varietà
Le diverse varietà del fagiolo (faitta in Sardo) di Tiana sono le seguenti: 
- 1. faita brente 'e monza;
- 2. faita capudarza o precoce;
- 3. faita cavanedda;
- 4. faita ‘e colore;
- 5. faita ‘e Fonne;
- 6. faita ‘e duas caras;
- 7. faita murra;
- 8. faita sorgonesa o bianca.

Si tratta di piante rampicanti, produttive o mediamente produttive. Il baccello, generalmente di colore verde, spesso presenta zone cromatiche distinte e talvolta coesistenti come il bianco crema, bianco avorio, nero o marrone (come il “Faita brente ‘e monza” o “Faita ‘e duas caras”) . Vi possono anche essere screziature di rosso o viola (“Faita ‘e colore”). Il prodotto può essere consumato fresco (in particolar modo il “Faita cabudarza o precoce”), oppure secco o come granella (in particolar modo il “Faita Sorgonesa” ed il “Faita brente ‘e monza”).